# Richard S. Castellano
Richard S. Castellano (New York, 1933. szeptember 4. – North Bergen, New Jersey, 1988. december 10.) amerikai olasz (szicíliai) színész. Híres szerepe Pete Clemenza A Keresztapa filmtrilógiában, a 43. Oscar-gála Oscar-díj a legjobb férfi mellékszereplőnek díjára is jelölt volt. Özvegye tudomása szerint a Gambino bűnözőcsalád fejének, Paul Castellanónak unokaöccse volt.

## Filmszerepei
- A Keresztapa (1972) - Pete Clemenza
- A Keresztapa 2 (1974) - Pete Clemenza (cameoszerep)

## További információ
- Richard S. Castellano a PORT.hu-n (magyarul)
- Richard S. Castellano az Internetes Szinkronadatbázisban (magyarul)
- Richard S. Castellano az Internet Movie Database-ben (angolul)
- Richard S. Castellano a Rotten Tomatoeson (angolul)